# Les O'Connell
Leslie James "Les" O'Connell (født 23. maj 1958 i Timaru, New Zealand) er en newzealandsk tidligere roer, olympisk guldvinder og dobbelt verdensmester.
O'Connell vandt en guldmedalje ved OL 1984 i Los Angeles i disciplinen firer uden styrmand sammen med Shane O'Brien, Conrad Robertson og Keith Trask. I finalen henviste newzealænderne USA og Danmark til henholdsvis sølv- og bronzemedaljerne. Det var det eneste OL han deltog i.
O'Connell vandt desuden to VM-guldmedaljer, en i otter i 1982 og en i firer med styrmand i 1983.

## OL-medaljer
- 1984:  Guld i firer uden styrmand